# 木里黄盆
木里黄盆（学名：Corydalis muliensis）为罂粟科紫堇属下的一个种。

## 扩展阅读
- 維基物種上的相關：木里黄盆